# Tambopatai aratinga
A tambopatai aratinga (Aratinga weddellii), korábban barnafejű aratinga, a madarak osztályának papagájalakúak (Psittaciformes) rendjébe és a papagájfélék (Psittacidae) családjába tartozó faj.

## Rendszerezése
A fajt Emile Deville francia zoológus írta le 1851-ben, a Conurus nembe Conurus Weddellii néven.

## Előfordulása
Dél-Amerikában, Bolívia, Brazília, Kolumbia, Ecuador, és Peru területén honos. Természetes élőhelyei a szubtrópusi vagy trópusi síkvidéki esőerdők és mocsári erdők, valamint ültetvények és másodlagos erdők. Állandó, nem vonuló faj.

## Megjelenése
Testhossza 28 centiméter, testtömege 96-129 gramm.
|  |

## Természetvédelmi helyzete
Az elterjedési területe rendkívül nagy, egyedszáma pedig növekszik. A Természetvédelmi Világszövetség Vörös listáján nem fenyegetett fajként szerepel.